# Mette Wier
Mette Wier (født 20. maj 1961) er en dansk økonom og er siden 2018 direktør for Institut for Teknologi, Ledelse og Økonomi på DTU.
Hun er uddannet cand.polit. og ph.d. fra Københavns Universitet. I 2014 blev hun prodekan på Københavns Universitets Samfundsvidenskabelige Fakultet. Hun har tidligere være professor ved Københavns Universitet og Roskilde Universitet og direktør i Anvendt KommunalForskning (AKF). Mette Wier var formand for Forebyggelseskommissionen og medlem af Natur- og Landbrugskommissionen samt Klimakommissionen.

## Ekstern henvisning
- Kvinfo om Mette Wier